# Inducción estructural
La inducción estructurada es un método de demostración utilizado en lógica matemática, teoría de los grafos, computación y otras áreas. Se trata de una generalización de la inducción matemática.
Dado un conjunto {\displaystyle C} con un orden parcial bien fundamentado {\displaystyle <} sobre sus elementos, la prueba de una propiedad {\displaystyle P(x)} para todo elemento {\displaystyle x} de {\displaystyle C} se realiza por inducción estructural basándose en la siguiente regla de inferencia:
La prueba por inducción estructural consiste en demostrar que una proposición se cumple para todos los elementos mínimos del tipo, y que si la propiedad se cumple para todas las subestructuras de una cierta estructura S, entonces se debe cumplir también para S. Por ejemplo, si la estructura es una lista, normalmente se introduce el orden parcial '<' tal que L < M siempre que exista x tal que x::L=M Bajo este orden, la lista vacía [] es el único elemento mínimo. Así, una prueba por inducción estructural de una proposición P(l) consta de dos partes: Una prueba de P([]) y una prueba de P(L) implica P(x::L).

## Ejemplo
Sea (EQ) la siguiente propiedad sobre listas:
```
    longitud (L ++ M) = longitud L + longitud M  (EQ)
```

donde ++ denota la operación de concatenación de listas.
Para demostrar esta propiedad, hace falta conocer las definiciones de las operaciones longitud y concatenar.
```
    longitud []     = 0                (long1)
    longitud (h:t)  = 1 + longitud t   (long2)
```

```
    [] ++ list = list                 (concat1)
    (h::t) ++ list = h :: (t ++ list) (concat2)
```

La proposición P(l) en este ejemplo es que EQ es verdadero cualquiera sea la lista L como valor del l. Se debe demostrar P(l) cualquiera sea la lista y para ello se utiliza inducción estructural sobre listas.
Primero se demuestra P([]), es decir EQ es cierto para cualquier lista M cuando L es [].
```
    longitud ([]++ M) =      { concat1 }
    longitud M  =            { long1, aritmética }
    longitud [] + longitud M
```

Ahora se demuestra P(l) cuando l es una lista no vacía. Como l es no vacía, debe ser de la forma x::xs para un elemento x y una lista xs. La hipótesis inductiva dice en este caso que EQ se cumple para todo valor de M cuando L es xs:
```
    longitud (xs ++ M) = longitud xs + longitud M (hip.)  
```

Ahora se debe demostrar que EQ se cumple también para todo valor de M cuando L es x::xs:
```
    longitud ((x:xs)++ M)  =       { concat2 }
    longitud (x:(xs ++ M)) =       { long2 }
    1 + longitud (xs ++ M) =       { hip. }
    1 + longitud xs + longitud M = { long2 }
    longitud (x:xs) + longitud M
```

## Orden bien fundamentado
Al igual que con la inducción en los naturales, la inducción estructural se basa en el orden bien fundamentado sobre el conjunto en donde se aplica. Si el conjunto de todos los valores de un cierto tipo admiten un orden parcial bien fundamentado, entonces todo subconjunto no vacío debe tener un elemento mínimo (por la definición de orden parcial bien fundamentado). 
Ejemplo de que se puede tener conjuntos sin elemento minimo

Si existen contraejemplos a un teorema que se desea demostrar debe existir un contraejemplo mínimo. Si se puede demostrar que la existencia de un contraejemplo mínimo implica la existencia de un contraejemplo aún más pequeño se llega a una contradicción por lo que el conjunto de contraejemplos debe ser vacío.
Ejemplo
Se puede considerar el conjunto de los árboles binarios. Se puede demostrar que el número de hojas en un árbol binario completo es el número de nodos interiores más uno. Supongamos que existe un contraejemplo; entonces debe existir un contraejemplo con el mínimo número de nodos posible. En este contraejemplo, el número de nodos internos difiere del número de hojas más uno, pero no puede ser el árbol más pequeño, dado que éste cumple con la propiedad. Entonces, el contraejemplo mínimo tiene al menos una hoja cuyo ancestro es un nodo interno. Al reemplazar ese nodo interno por el hermano de la hoja en el contraejemplo mínimo se obtiene un árbol más pequeño que también es un contraejemplo, lo que representa una contradicción. El orden parcial utilizado es S < T si S tiene menos nodos que T.